# Pot au feu
Pot au feu (fr. Pot au feu)	– amerykańska nowela filmowa z 1965 r. w reżyserii Roberta Altmana.